# Batman: Year One (filme)
Batman: Year One (bra: Batman: Ano Um) é um filme de animação estadunidense de 2011, dirigido por Sam Liu e Lauren Montgomery. O roteiro de Tab Murphy baseia-se na história em quadrinhos homônima de quatro partes lançada em 1987. O filme teve premiere na Comic-Con International de San Diego em 22 de julho e foi lançado oficialmente em 18 de outubro de 2011. É o 12º filme do Universo Animado DC Comics da Warner Premiere em parceira com a Warner Bros. Animation.

## Vozes
- Benjamin McKenzie...Bruce Wayne / Batman
- Eliza Dushku... Selina Kyle / Mulher-Gato
- Bryan Cranston...Tenente James Gordon
- Katee Sackhoff...Detetive Sarah Essen
- Alex Rocco...Carmine "Romano" Falcone
- Jon Polito...Gillian B. Loeb [4]
- Saratoga Ballantine...Advogado Skeevers[4]
- Jeff Bennett...Alfred Pennyworth[4]
- Steven Blum...Stan, Repórter (não creditado), membro da SWAT (não creditado)[4]
- Roark Critchlow...Hare Krishna [4]
- Grey DeLisle...Barbara Eileen-Gordon, Vicki Vale (não creditado)[4]
- Keith Ferguson...Jefferson Skeevers[4]
- Danny Jacobs...Advogado de Flass[4]
- Michael Gough...motorista[4]
- Nick Jameson...Merkel[4]
- Liliana Mumy...Holly Robinson[4]
- Robin Atkin Downes...Harvey Dent[4]
- Pat Musick...Louisa Falcone[4]
- Andrea Romano...obstreta[4]
- Stephen Root...Brendon[4]
- James Patrick Stuart...capanga[4]
- Fred Tatasciore...Detetive Arnold John Flass,[4] Johnny Vitti (não creditado)
- Bruce Timm...Assassino número 1[4]
- Bruce Wingert...Guarda[4]

## Sinopse
Depois de 12 anos estudando e treinando no exterior artes marciais e ciências, o bilionário herdeiro órfão Bruce Wayne retorna a Gotham City no mesmo dia em que o tenente James Gordon se mudava com a esposa grávida, Bárbara, vindo de Chicago. Os dois homens encontram uma polícia totalmente corrompida, chefiada pelo Comissário Loeb e com o ex-boina verde detetive Flass e o atirador da Swat Brendon como seus principais operativos. Bruce Wayne disfarçado faz um reconhecimento da Zona Leste da cidade, local de crimes e prostituição, acaba ferido e se vê numa briga com a prostituta Selina Kyle (a futura Mulher-Gato). Gordon passa a sofrer atentados dos companheiros corruptos mas consegue o apoio da Imprensa, que o trata como herói. E Bruce tem a inspiração de se vestir de morcego e se tornar o Batman e se alia ao procurador Harvey Dent que lhe fornece pistas sobre os chefões do crime organizado.